# Giora Feidman
Giora Feidman (héber betűkkel גיורא פיידמן, izraeli angol átírással Giora Feidman; Buenos Aires, 1936. március 25. –) klarinétművész és klezmerszólista.

## Élete
Giora Feidman klezmerzenész családból származik. Ősei esküvőkön, bar-micvó ünnepeken és egyéb események alkalmával léptek fel Kelet-Európa stetlnek nevezett jellegzetes, főleg zsidók lakta kisvárosaiban. Ősei az 1905-ös pogrom miatt kivándoroltak Dél-Amerikába. Első mestere édesapja volt. Tizennyolc évesen kezdett játszani apjával Buenos Airesben a Teatro Colón zenekarában. Két esztendő múlva az Izraeli Filharmonikusok Zenekarának tagja lett, amelyben 18 éven keresztül játszott. Szóló klezmerkarrierjét a 70-es években bontakoztatta ki, majd New Yorkba költözött. 1975-ben feleségül vette menedzserét, Órá Bat-Háímot.
1984-ben főszerepet játszott Peter Zadek Ghetto című darabjában, amely Németországban ismertté tette személyét és zenéjét egyaránt. A zsidó-német kiengesztelődés apostola lett. Koncertjein a klezmer zenén túl George Gershwint, argentin tangót is játszik, majd 2000-et követően egyre gyakrabban izraeli kortárs szerzőket (Órá Bat Háím, Betty Olivero) valamint klasszikusokat Mozart, Franz Schubert. Nagy sikert aratott John Williams Schindler listájában Oscar-díjas filmzenéjével.
Művészi életének állomásait mutatja be Stephan Barbarino zenés darabja, a Nothing But Music (2005), melyet számos rangos európai színházban nagy sikerrel mutattak be.
A világ ifjúsági találkozóján 2005-ben mintegy 800 000 keresztény előtt játszott XVI. Benedek pápa jelenlétében. A szervezők a zsidó-német kiengesztelődésért végzett folyamatos szolgálata miatt hívták meg a jelentős találkozóra.

## Ars poeticája
„Másoknak közvetítem a bensőm hangját, egy ötletet, egy érzést. A klezmer nem zenét játszik: dalol. A zenét a világ minden részén mindenki megérti, tekintet nélkül vallásra, bőrszínre vagy nyelvre.”

## Kitüntetései
1997 és 2003 ECHO KLASSIK díj a „Klassik ohne Grenzen“ [zene határok nélkül] kategóriában.
2001: német szövetségi érdemrenddel tüntették ki, mint a "kiengesztelődés nagykövetét".
2005: a népek közötti megértés szolgálatáért nemzetközi Híd-díjat kapott.

## Diszkográfia
- 1982: The Incredible Clarinet
- 1987: The Singing Clarinet
- 1990: The Magic of the Klezmer
- 1990: Clarinetango
- 1991: Viva el Klezmer
- 1991: Come in Peace
- 1991: Gershwin & The Klezmer
- 1992: The Dance of Joy
- 1993: Klassic Klezmer
- 1993: Der Rattenfänger
- 1993: Concert for the Klezmer
- 1994: Feidman in Jerusalem
- 1995: Klezmer Chamber Music
- 1995: The Soul Chai (die Seele lebt)
- 1995: The Incredible Clarinet
- 1996: To You!
- 1996: Clarinetango
- 1996: Rabbi Chaim`s Dance
- 1996: Schelomo/Bakashot
- 1997: Klezmer Celebration
- 1997: Silence and Beyond
- 1997: Feidman in Bayreuth: Lilith: Neun Gesänge der dunklen Liebe
- 1997: Soul Meditation, Harmony of Song"
- 1997: Feidman and the Arditti String Quartet: Der Golem
- 1998: Feidman and the Israel Camerata
- 1998: Feidman & Katja Beer: Schubert & jiddische Lieder
- 1999: Journey
- 1999: Feidman - And the Angels Sing
- 2000: Giora Feidman - Klezmer and more
- 2000: Giora Feidman - Rhapsody
- 2000: To Giora Feidman - your Klezmer Friends
- 2000: The Art Of Klezmer
- 2001: TanGoKlezmer
- 2002: Feidman – Dancing in the Field
- 2002: Feidman plays Piazzolla
- 2003: Love – Feidman plays Ora Bat Chaim
- 2003: Feidman + Eisenberg Live in St. Severin / Keitum / Sylt
- 2003: Feidman plays Mozart and more
- 2004: Ewigkeit dringt in die Zeit
- 2005: SAFED - Feidman and the Safed Chamber Orchestra
- 2005: Feidman and Eisenberg - Live at St. Severin
- 2005: Wenn du singst, wie kannst du hassen?
- 2006: KlezMundo
- 2006: Crossing Borders
- 2007: Klezmer in the Galilee
- 2008: The Spirit of Klezmer
- 2009: Klezmer & Strings

## Web
- Hivatalos honlapja
- Ügynökségének lírása - német Archiválva 2017. október 8-i dátummal a Wayback Machine-ben
- részletes életrajz
- nothingbutmusic zene- és színházprojekt
- Giora Feidman hallgatása last.fm
- Klezmer lap